# Daniel González
Daniel "Dani" González Benítez (ur. 7 kwietnia 1987 w Palma de Mallorca) – hiszpański piłkarz występujący na pozycji pomocnika w AD Alcorcón.